# 焦友麟
焦友麟，字子恭，号铁珊，又号笠泉，山東章丘人。清朝官員，詩人。

## 生平
道光十三年（1833年）癸巳科二甲进士，历官刑科给事中、山西学政。 

## 著作
焦友麟工詩，有《鑒舫詩存》。《晚晴簃詩匯》收其詩二首。
- 《吊孙白谷尚书并题遗像》

兵溃潼关恨不禁，那堪覆辙又重寻。
恩深不共熊袁死，事去难收贺左心。
夜雨行营悲冷灶，秋风战血上衣襟。
羽书莫怨飞催急，天意苍茫叹到今。
流涕登坛想誓师，伤心裹革竟无尸。
一门血化殷家井，六尺孤存赵氏儿。
祠庙全家馨俎豆，丹青异代仰须眉。
遗编定有龙蛇护，正气长存信国诗。